# Faillite bancaire

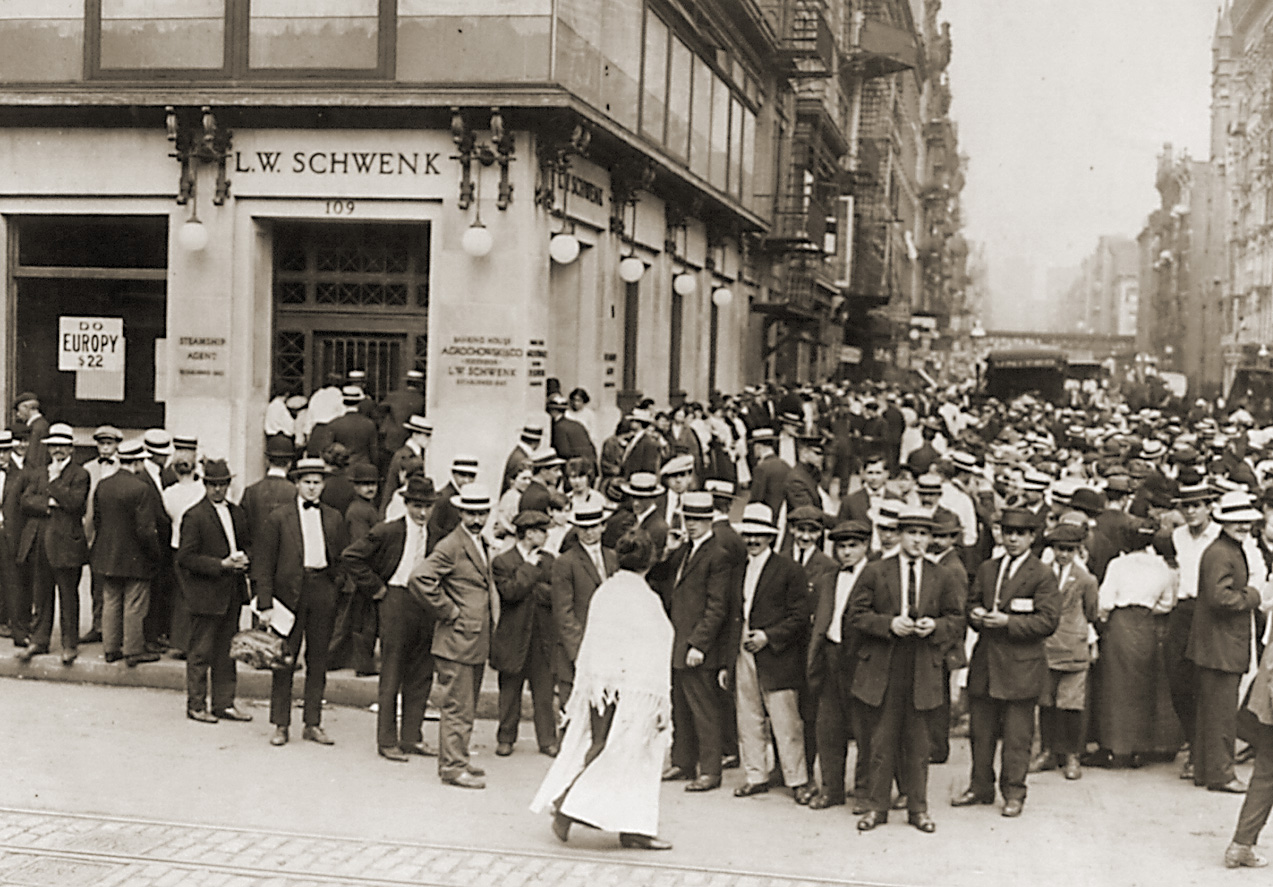
Les déposants se ruent sur une banque en faillite de la ville de New York, 24 juillet 1914.

Une faillite bancaire est une faillite qui touche un établissement bancaire. Dans une telle situation, la banque ne peut plus remplir ses obligations vis-à-vis de ses clients et actionnaires, et se trouve en cessation de paiements.

## Concept
Les banques jouent un rôle moteur dans le financement de l'économie par le biais de l'octroi de crédit. De ce fait, une faillite bancaire a souvent des répercussions foncièrement négatives sur le système bancaire mais aussi sur tout le système économique dès lors que la banque est une banque systémique.
La réglementation bancaire a pour objectif de renforcer les banques en imposant des ratios minimaux qui assurent à la banque un moyen de subvenir à ses obligations en cas de crise bancaire. Les accords de Bâle ont pour objectif affiché de réduire le risque de faillite bancaire. La réglementation participe ainsi de la consolidation bancaire, qui permet d'éloigner le risque de faillite.
Face à une faillite bancaire, un État et une banque centrale disposent des outils des politiques budgétaires et monétaires pour recapitaliser les banques, ou assurer leur financement lorsque le marché interbancaire ne fonctionne plus.